# SD Serra FC
Der Sociedade Desportiva Serra Futebol Clube, in der Regel nur kurz Serra genannt, ist ein Fußballverein aus Serra im brasilianischen Bundesstaat Espírito Santo.

## Erfolge
- Staatsmeisterschaft von Espírito Santo: 1999, 2003, 2004, 2005, 2008, 2018
- Staatsmeisterschaft von Espírito Santo – 2nd Division: 1997, 2017
- Staatspokal von Espírito Santo: 2023

## Stadion
Der Verein trägt seine Heimspiele im Estádio Roberto Siqueira Costa, auch unter dem Namen 	Robertão bekannt, in Serra aus. Das Stadion hat ein Fassungsvermögen von 10.000 Personen.

## Trainerchronik
Stand: Oktober 2024
| Trainer           | Nation    | von             | bis            |
| ----------------- | --------- | --------------- | -------------- |
| Cleiton Marcelino | Brasilien | 30. Januar 2019 | 18. März 2019  |
| Ney Barreto       | Brasilien | 1. Januar 2023  | 10. April 2023 |
| Ney Barreto       | Brasilien | 1. Februar 2024 | 24. Juni 2024  |
| Leomir Silveira   | Brasilien | 25. Juni 2024   |                |